# Pierre-Jean Peltier
Pierre-Jean Peltier (ur. 20 maja 1984 w Pont-à-Mousson) – francuski wioślarz, brązowy medalista w wioślarskiej czwórce podwójnej podczas Letnich Igrzysk Olimpijskich w Pekinie.

## Osiągnięcia
- Mistrzostwa Świata – Monachium 2007 – jedynka – 23. miejsce[1].
- Mistrzostwa Świata – Monachium 2007 – czwórka podwójna – 2. miejsce[1].
- Igrzyska Olimpijskie – Pekin 2008 – czwórka podwójna – 3. miejsce[1].
- Mistrzostwa Europy – Ateny 2008 – ósemka – 1. miejsce[2].
- Mistrzostwa Świata – Poznań 2009 – czwórka podwójna – 5. miejsce[2].
- Mistrzostwa Europy – Brześć 2009 – ósemka – 3. miejsce[2].
- Mistrzostwa Europy – Montemor-o-Velho 2010 – czwórka podwójna – 9. miejsce[2].